# Уайт, Ванесса
Ване́сса Ка́рен Уайт (англ. Vanessa Karen White) — британская певица и автор песен, солистка девичьей группы The Saturdays. Ванесса — самая юная солистка группы, обладающая при этом самым сильным вокалом.

## Ранняя жизнь
Ванесса Уайт родилась в Йовиле, Сомерсет. Её мать филиппинка, а отец англичанин-афроамериканец. Кроме Ванессы в семье есть ещё двое детей: сын Райан и дочь Селин. Ванесса стала выступать в раннем возрасте и посещала Театральную школу Сильвии Янг по субботам, а позднее, в возрасте пяти лет стала заниматься полный учебный день. Её семья переехала в лондонский Стратфорд. Она пробовала поступить в BRIT School, но получила отказ. В этот же период Ванесса появилась в нескольких театральных постановках, в том числе в постановке «Короля Льва» Уэст-Эндского театра, где играла молодую Налу, и в постановке «Король и я», где играла одну из дочерей короля.

## Карьера

### 2007-14: The Saturdays
За широкий вокальный диапазон коллеги прозвали «наша Кристина Агилера». Её также сравнивали с американскими певицами Алишей Киз, Бейонсе и Мэрайей Кэри. Первоначально Уайт и член группы Уна Хили были в отличных отношениях, поскольку считали, что очень похожи друг на друга. Тем не менее, Ванесса смогла полюбить и других участников группы.
В июне—июле 2009 года Ванесса участвовала в гастролях по Соединённому королевству с The Saturdays (The Work Tour). Незадолго до выхода на сцену во время второго шоу тура в Данди, Уайт споткнулась о кабели за кулисами и порвала связки в лодыжке, из-за чего пропустила большую часть шоу в ту ночь. После того, как парамедики перевязали ногу, Ванессе разрешили присоединиться к группе на сцене в инвалидной коляске. Долгое время во время тура Уайт выступала сидя на барном стуле прежде, чем снова смогла полноценно выступать в плане хореографии.
Уайт стала единственным членом группы, исполнявшей сольные партии во всех песнях из дебютного альбома Chasing Lights.
Совместно с другими членами группы Уайт стала автором трека «Deeper» из второго альбома Wordshaker. Трек был записан в ходе двухдневной студийной сессии.
Также Ванесса является соавтором некоторых песен группы. К примеру, песня-би-сайд «Unofficial», была написана Ванессой в подростковом возрасте, и первоначально называлась «Artificial Love».

### Сольная карьера
Уайт участвовала в записи трека «Swagger Chick» из дебютного альбома ADHD MC Мастера Шорти. Альбом вышел 27 июля 2009 года. В январе 2010 года Ванесса участвовала в первом сезоне реалити-шоу компании ITV «Popstar to Operastar». 22 января она выбыла из шоу, став вторым исключённым участником. В 2013 году она участвовала в записи песни Винса Кидда «The Zoo»; музыкальное видео появилось на YouTube 20 апреля 2013 года.
21 сентября 2015 года она выпустила первый сольный трек «Relationship Goals». Песня стала предварительным треком сольного альбома, который Ванесса планирует записать в 2016 году. 13 ноября 2015 года она выпустила второй сольный сингл «Don’t Want to Be Your Lover». В тот же день на эту песню было выпущено музыкальное видео. 7 января 2016 года Ванесса выпустила сингл «Nostalgia», и сообщила, что этот сингл и два предыдущих будут включены в её дебютный мини-альбом Chapter One.

## Личная жизнь
С 2012 года Ванесса встречается с мужским стилистом Гари Солтером.

## Дискография

### Мини-альбомы
| Название    | История релиза                                                                                           |
| ----------- | --- |
| Chapter One | - Выпущен: 19 февраля 2016 (планируется) - Лейбл: Karma Artist Recordings - Формат: Цифровая дистрибуция |

### В качестве ведущего артиста
| Сингл                       | Год  | Высшая позиция в чартах | Альбом      |
| Сингл                       | Год  | UK                      | Альбом      |
| --------------------------- | ---- | ----------------------- | ----------- |
| «Don’t Wanna Be Your Lover» | 2015 | -                       | Chapter One |
| «Nostalgia»                 | 2016 |                         |             |

### Промосингл
| Сингл                                          | Год  | Высшая позиция в чартах | Альбом      |
| Сингл                                          | Год  | UK                      | Альбом      |
| ---------------------------------------------- | ---- | ----------------------- | ----------- |
| «Relationship Goals» (совместно с Хло Мартини) | 2015 | -                       | Chapter One |

### В качестве приглашённого артиста
| Сингл                                        | Год  | Высшая позиция в чартах | Альбом  |
| Сингл                                        | Год  | UK                      | Альбом  |
| -------------------------------------------- | ---- | ----------------------- | ------- |
| «Swagger Chick» (совместно с Мастером Шорти) | 2009 | —                       | A.D.H.D |
| «The Zoo» (совместно с Винсем Киддом)        | 2013 | —                       | Oddball |

### Музыкальные видео
| Сингл                         | Год  | Приглашённый исполнитель | Режиссёр     |
| ----------------------------- | ---- | ------------------------ | ------------ |
| «The Zoo»                     | 2013 | Винс Кидд                | Кэти Гэнфилд |
| «Relationship Goals»          | 2015 | -                        | Аарон Ренфри |
| «Don’t Want to Be Your Lover» | 2015 | -                        | -            |
| «Nostalgia»                   | 2016 | -                        | -            |